# Eurya japonica
Eurya japonica är en tvåhjärtbladig växtart som beskrevs av Carl Peter Thunberg. Eurya japonica ingår i släktet Eurya och familjen Pentaphylacaceae.

## Underarter
Arten delas in i följande underarter:
- E. j. papillosa
- E. j. australis
- E. j. boninensis
- E. j. palauensis
- E. j. yakushimensis

## Bildgalleri

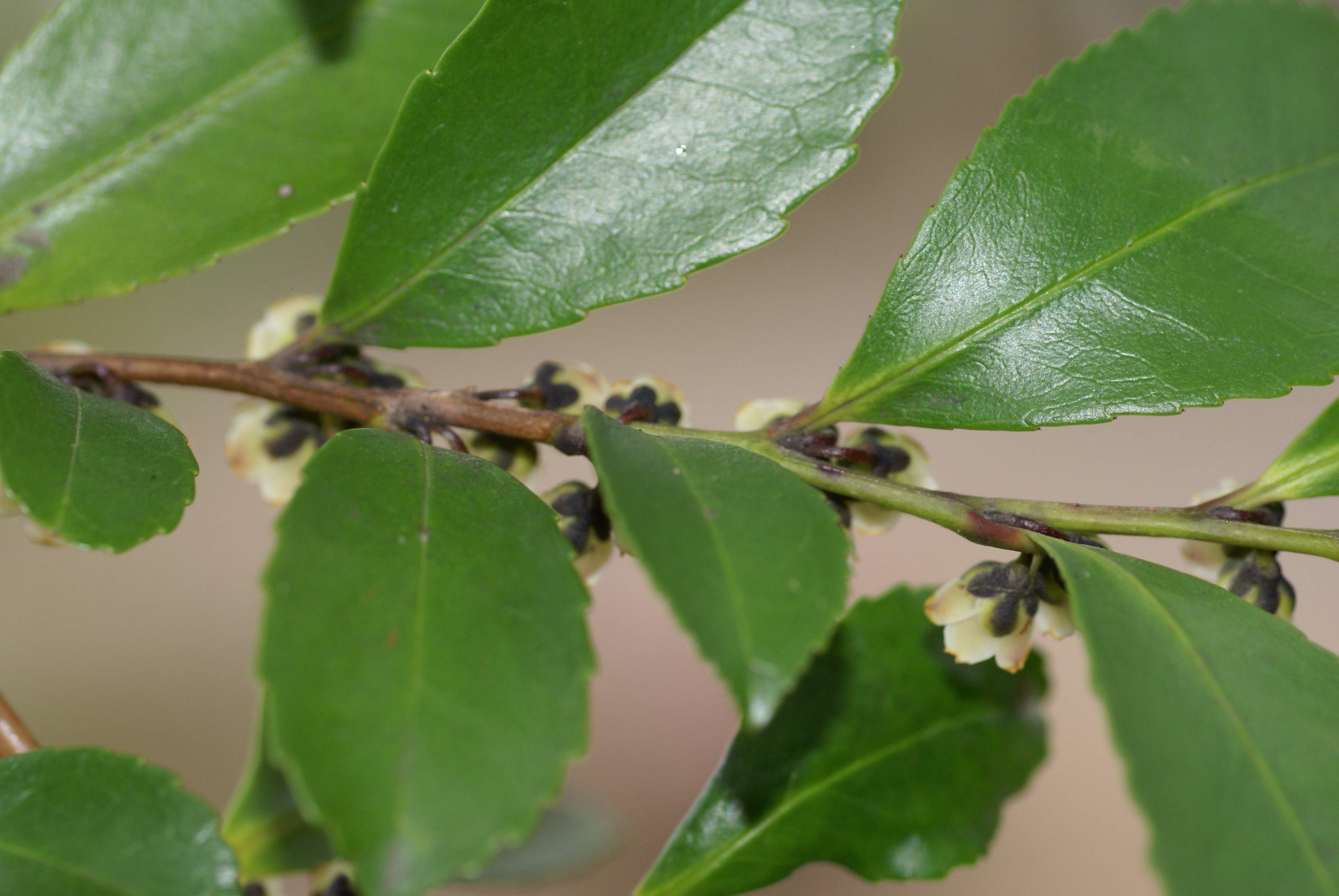
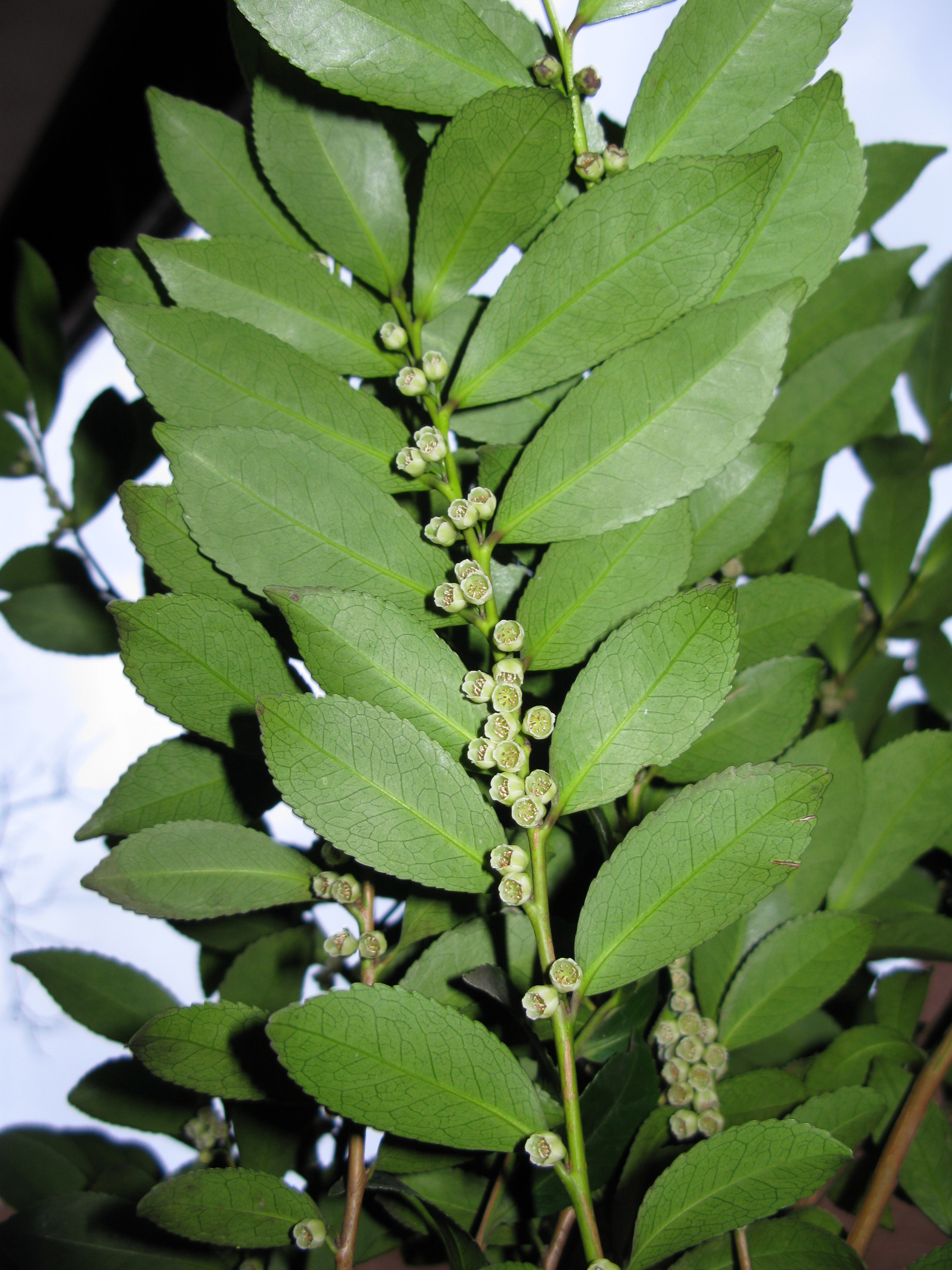
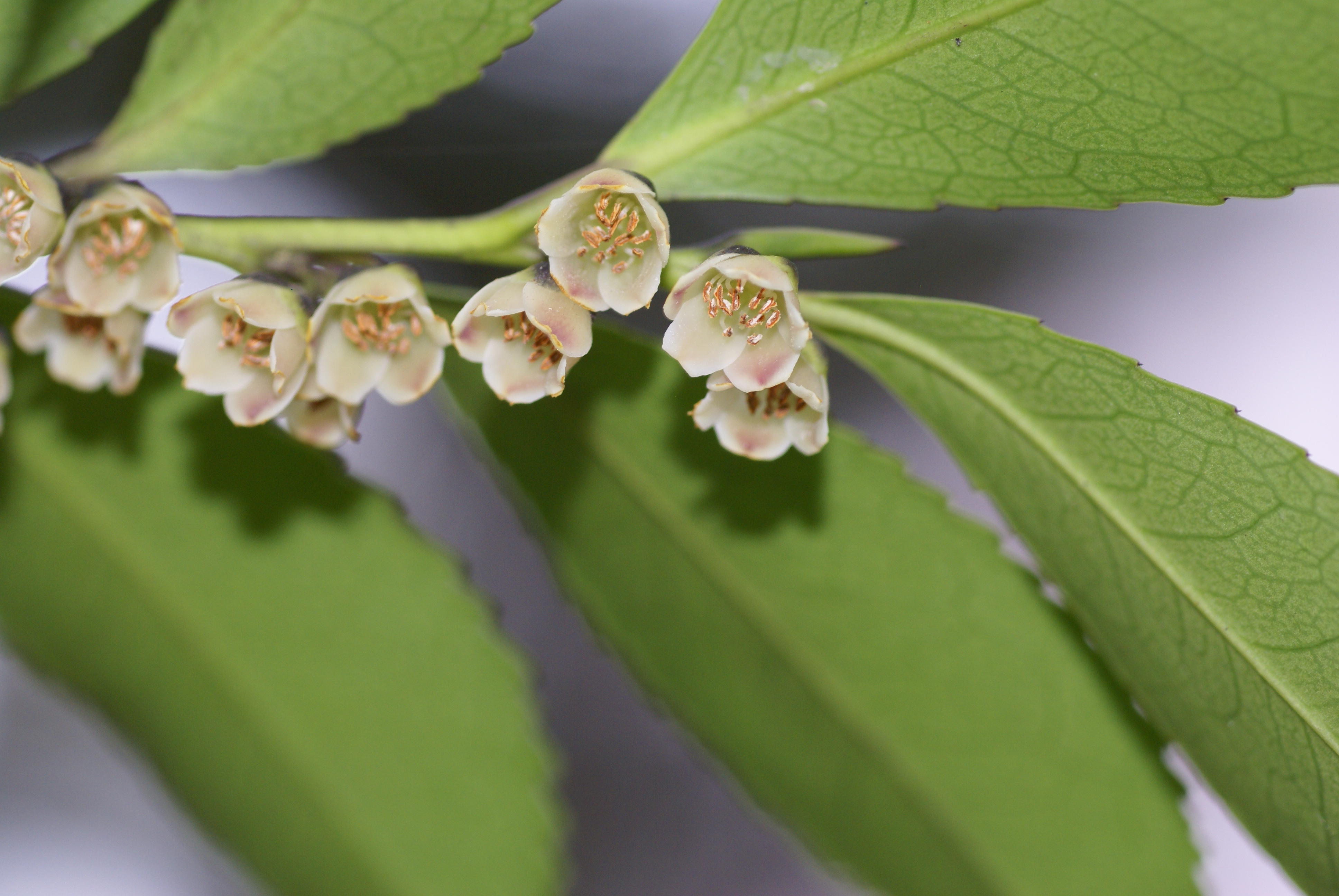
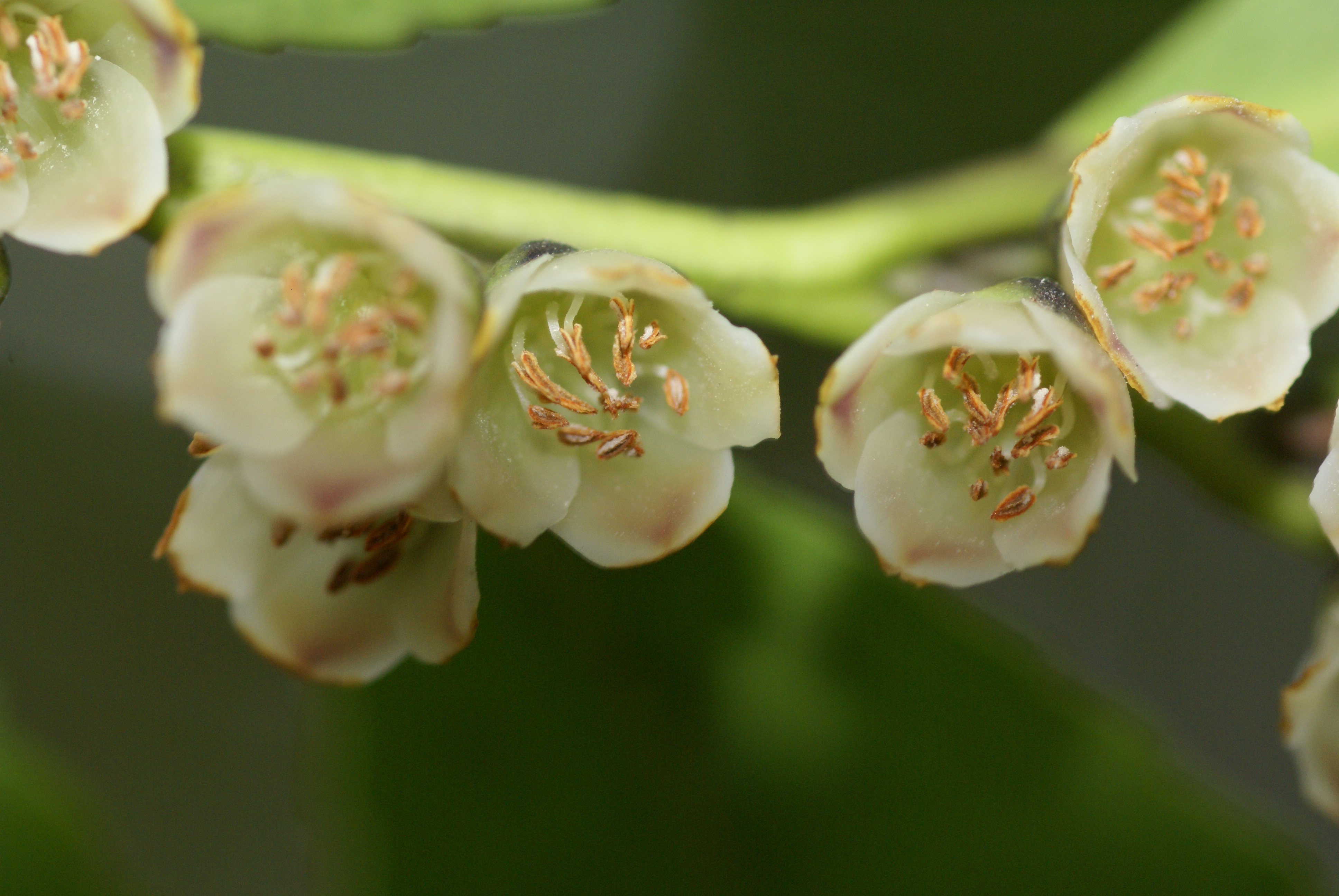
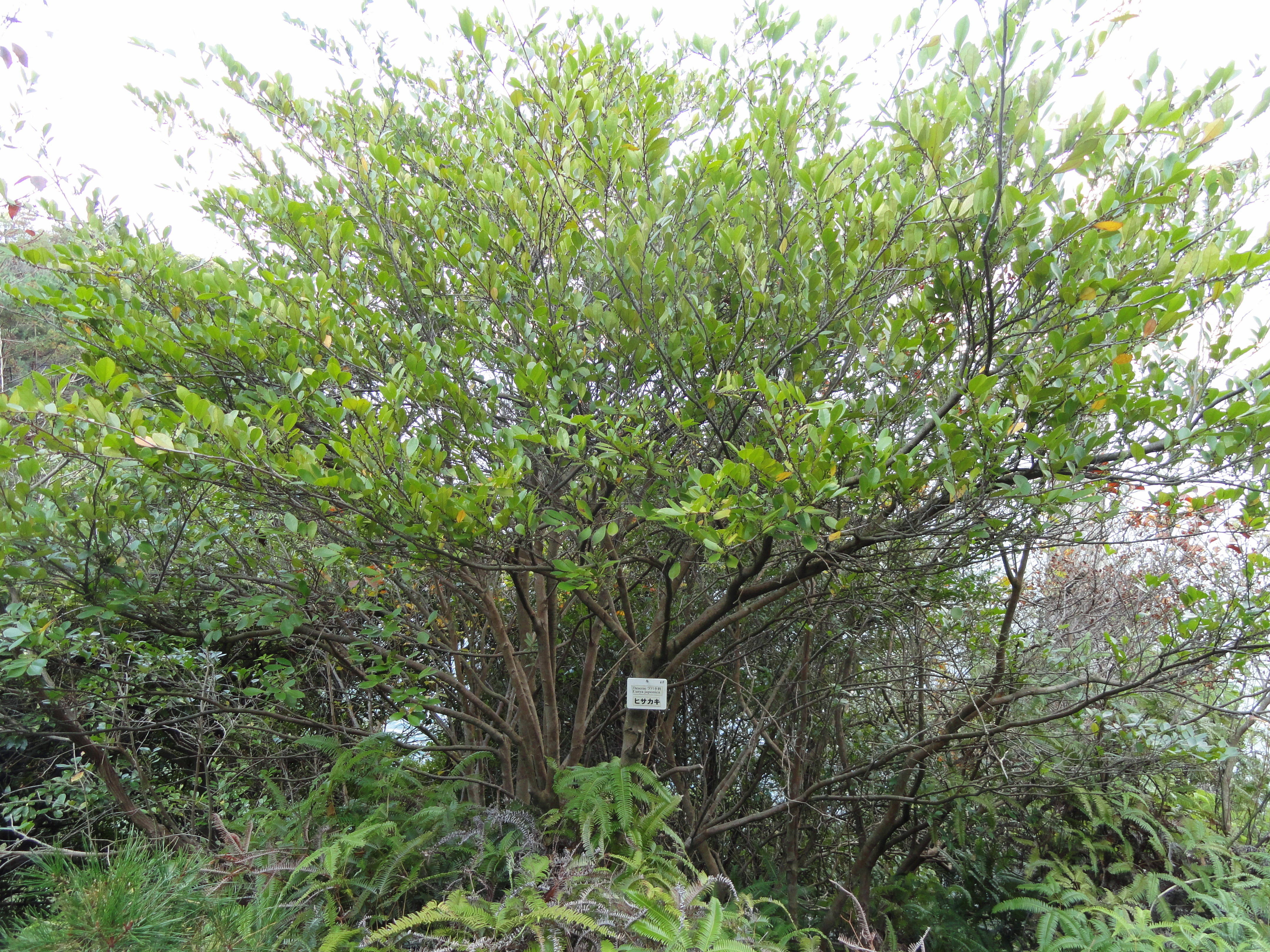
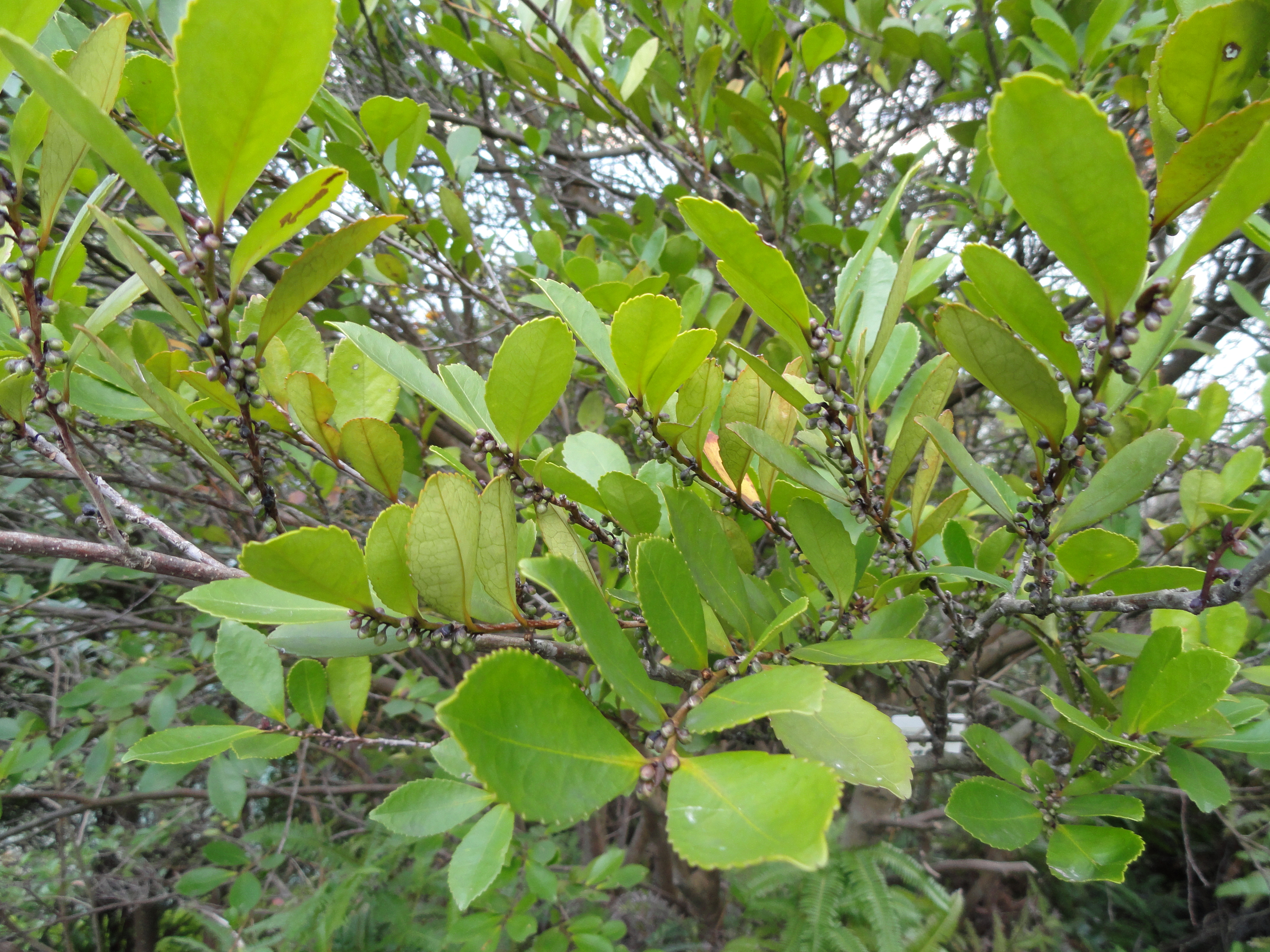